# Lucyna Andrysiak
Lucyna Mieczysława Andrysiak (ur. 2 stycznia 1955 w Bydgoszczy, zm. 7 grudnia 2017 w Białych Błotach) – polska działaczka harcerska, pedagog i samorządowiec, przewodnicząca sejmiku kujawsko-pomorskiego I i II kadencji.

## Życiorys
Córka Mieczysława i Ireny. Ukończyła m.in. Studium Podyplomowe w Zakresie Edukacji Europejskiej. Pracowała jako pedagog w Zespole Szkół Elektronicznych w Bydgoszczy, w 1990 została komendantem Chorągwi Kujawsko-Pomorskiej Związku Harcerstwa Polskiego.
W 1998 została wybrana na radną sejmiku kujawsko-pomorskiego I kadencji. Uzyskiwała reelekcję w 2002, 2006 i 2010. Od 2000 do 2006 była przewodniczącą sejmiku dwóch pierwszych kadencji. W 2014 nie zdobyła ponownie mandatu.
Pochowana na cmentarzu katolickim św Jana w Bydgoszczy.

## Odznaczenia i wyróżnienia
- Krzyż Kawalerski Orderu Odrodzenia Polski (2014)[5]
- Złoty Krzyż Zasługi (2002)[6]
- Odznaka Honorowa za Zasługi dla Województwa Kujawsko-Pomorskiego (2017, pośmiertnie)[7][8]